# Pomoranen

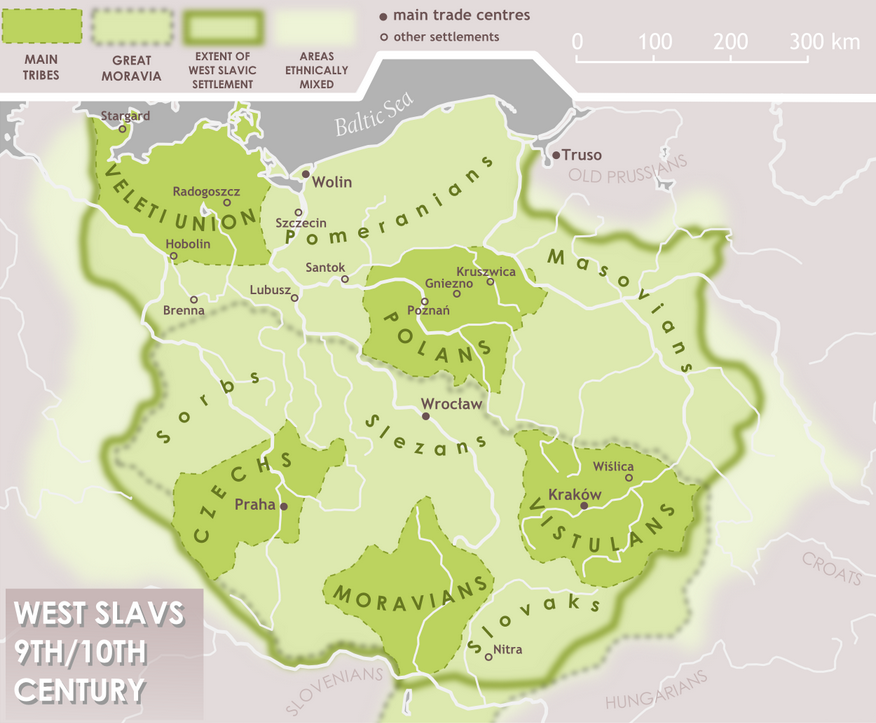
Enige West Slavische stammen in de 9e–10e eeuw

De Pomoranen (Duits: Pomoranen; Kasjoebisch: Pòmòrzónie; Pools: Pomorzanie) waren een West-Slavische stam die leefde langs de kust van de Oostzee tussen de monding van de Oder en de Vistula. Ze spraken de Pommerse taal die behoort tot de Lechitische tak van de West-Slavische taalfamilie. De naam Pommeren komt van het Slavische: “po more” wat "Land aan zee" betekent.

## Geschiedenis
De Pomoranen ontstonden na de 6e eeuw, als gevolg van de Slavische migratie. Groepen Slaven bevolkten het gebied dat eerder enige tijd werden bewoond door Germaanse stammen, zoals de Oost-Germaanse Goten en Rugiërs. 
Vanaf het einde van de 10e eeuw probeerden de Piasten van Polen de Pomoranen op te nemen in hun rijk en dat lukte meerdere keren. Zij waren echter altijd in staat om hun onafhankelijkheid te herwinnen. 
In de loop van de 12e eeuw werden zij als niet-christenen geconfronteerd met de voortdurende druk van hun in aantal groeiende christelijke buren Denemarken, Polen en de Saksische hertogen van het Heilige Roomse Rijk. In 1121 werden ze opnieuw onderworpen door de Pool Bolesław III Wrymouth, die Pomerania door de Duitse missionaris Otto van Bamberg had laten kerstenen. Tegelijkertijd veroverde de Pommerse prins Wartislaw I het voormalige ten westen van de Oder gelegen Lutici. Nadat zijn opvolgers uit de Greifendynastie in 1164 tijdens de slag bij Verchen door de Saksen werden verslagen, aanvaardden ze de overheersing van hertog Hendrik de Leeuw. Het land van de Pomoranen werd verdeeld. Het oostelijke deel, onder de Samboriden, kwam bij Polen en vanaf 1309 bij de Duitse Orde. Het westelijke deel kwam bij het Duitse Rijk.
Na de Germanisering van Pomorania als gevolg van de middeleeuwse Oostkolonisatie, werden veel Pomoranen langzaam en geleidelijk geassimileerd. Zij stopten vervolgens met het gebruik van hun Slavische taal en cultuur. De Slovinzen, Kociewiacy, Borowiacy en Kasjoeben, die Kasjoebisch spraken, stammen van de Pomoranen af. Tot op de dag van vandaag wonen er afstammelingen van de Kasjoeben rond Gdańsk en Gdynia. Zij hebben hun taalkundige en culturele kenmerken behouden.